# Surprise (canonnière)
La Surprise est une canonnière de haute mer de la Marine nationale française. Elle est le navire de tête de la classe Surprise. Elle a été lancée en 1895 au Havre, et coulée le 3 décembre 1916 à Funchal dans l'île de Madère (Portugal) par le sous-marin allemand U-38.

## Historique
Une expédition est organisée à partir de Libreville, le 21 septembre 1914, pour prendre Cocobeach, chef-lieu du territoire allemand du Muni au nord du Congo français. La canonnière Surprise, sous le commandement du lieutenant de vaisseau Mégissier, se présente devant Coco Beach à 05h00 du matin et débarque un détachement de la 7e compagnie du Régiment de Gabon - 205 tirailleurs, 13 sous-officiers et 2 officiers - sous les ordres du commandant Mignolard et du capitaine Bernard, le protégeant avec son artillerie 
L'ennemi possède deux mitrailleuses, une forte chaloupe et un vapeur de 400 tonneaux, le Itolo, qu'elle coule. Malgré des pertes, les troupes françaises se lancent à l'assaut à la baïonnette, s'emparant d'abord de l'ancien hôpital, puis de la maison de l'administrateur. Les combats sont terminés à 16h45. En dehors des nombreux miliciens tués, huit Allemands auront trouvé la mort et trois ont été blessés. Du côté français  on déplore la mort de l'enseigne de vaisseau Blache, du gabier Leizour et du matelot sénégalais Fara Gomis - ces deux derniers à bord d'une chaloupe servant au débarquement, ainsi que cinq tirailleurs.
Il est coulé au port avec deux autres navires et une barge le ravitaillant lors de la bataille de Funchal par le sous-marin U-38.
La torpille qui a touché le Surprise l'a fait au centre du navire, à la hauteur de soute aux poudres, le divisant en deux. Le navire a coulé en moins d'une minute, tuant son commandant (le capitaine Ladonne), deux officiers (Carvallo et Blic) et 26 membres d'équipage. La barge transportant du charbon, qui était amarrée à la canonnière, a également coulé. 8 hommes sont morts et 4 ont été blessés.